# ماریان جنسن
ماریان جنسن (انگلیسی: Marianne Jensen؛ زادهٔ ۱۴ ژانویهٔ ۱۹۷۰) بازیکن فوتبال اهل دانمارک است.
وی همچنین در تیم ملی فوتبال زنان دانمارک بازی کرده‌ است.